# Abor Hills

Localização de Arunachal Pradexe no mapa da Índia.

Os Abor Hills (Morros de Abor) é uma região do estado de Arunachal Pradexe no extremo nordeste da Índia, próxima da fronteira com a China. Os morros são cercados pelos Mishmi Hills e pelos Miri Hills, e banhados pelo rio Dibang, um afluente do rio Bramaputra.
Durante a existência da Índia britânica, as colinas tinham a reputação de área problemática, e expedições militares foram enviadas contra seus habitantes na década de 1890. A região foi administrada com o nome de distrito de Abor Hills a partir de 1948, com sede em Pasighat, mas posteriormente reorganizada nos distritos de Lower Dibang Valley e Lohit.

## História colonial
Abor Hills é um trecho do território indiano na fronteira nordeste, que era ocupado por uma tribo independente, os adis, anteriormente chamados de abores. Localiza-se ao norte do distrito de Lakhimpur, na província de Bengala Oriental e Assã, e é delimitada a leste pelos Mishmi Hills e a oeste pelos Miri Hills, as aldeias da tribo que se estendem até o rio Dibang. O termo Abor é uma palavra assamesa, significando "bárbaro" ou "independente", e é aplicada em um sentido amplo, pelo assamês para muitas tribos da fronteira; mas em seu sentido restrito, é especialmente dado ao trecho do território acima, porque os adis eram considerados de difícil controle e resistentes à autoridade centralizada.
Nos tempos antigos, frequentemente invadiam as planícies de Assã, e foram objeto de mais de uma expedição de retaliação por parte do governo britânico. Em 1893-94 ocorreu a primeira expedição Bor Abor. Alguns policiais militares cipaios foram assassinados em território britânico, e uma força de 600 soldados foi enviada. Atravessaram o território Abor, e destruíram as aldeias responsáveis pelos assassinatos e todas as outras aldeias que se opuseram à expedição. A segunda expedição tornou-se necessária mais tarde, depois que duas pequenas patrulhas foram mortas; e uma força de 100 soldados britânicos atravessou a fronteira do território Abor e puniu as tribos, enquanto que um bloqueio foi mantido contra eles de 1894 a 1900.
Os abores, juntamente com as tribos aparentadas dos miris, dáfilas e akas, são provavelmente descendente de uma linhagem tibetana.